# Коваленко Надія Костянтинівна
Коваленко Надія Костянтинівна (нар. 19 грудня 1937, Мінськ, Білоруська РСР) — українська мікробіолог, доктор біологічних наук (1991), професорка (1999), член-кореспондент Національної академії наук України (2000), Заслужена діячка науки і техніки України (2008).

## Життєпис
Надія Коваленко у 1961 році закінчила Мінський державний медичний інститут.
Перші п'ять років своєї трудової діяльності працювала в Білоруському науково-дослідному санітарно-гігієнічному інституті у Мінську. Потім у 1966 році переїхали до української столиці і влаштувалась на роботу до Інституту мікробіології та вірусології імені Д. К. Заболотного Академії наук УРСР (нині — Національної академії наук України). У 1986 році Надії Коваленко було присвоєно звання провідного наукового співробітника. У 1989 році за цикл робіт «Розробка наукових основ та технології біологічно активного молочного продукту „Геролакт“ і бактеріальної закваски „Стрептосан“, їх промислове виробництво та застосування з метою вдосконалення структури харчування населення старшого віку» вона була нагороджена Державною премією України у галузі науки і техніки.
У 1991 році вона захистила дисертацію на здобуття наукового ступеня доктор біологічних наук. А через вісім років отримала наукове звання професорки. А перед цим (у 1997 році) нагороджена Державною премією України в галузі науки і техніки за цикл праць «Біологія молочнокислих бактерій, розробка наукових принципів, створення на їх основі препаратів і продуктів спрямованої дії для людини та тварин, організація промислового виробництва та впровадження в народне господарство».
У 2000 році була обрана членом-кореспондентом Національної академії наук України. За цикл робіт «Систематика, біологічна активність та природа взаємовідносин молочних бактерій з макроорганізмом» у 2006 році була нагороджена премією імені Іллі Мечникова НАН України.
Нині працює у відділі фізіології промислових мікроорганізмів НАН України.

## Наукова діяльність
Вчена Надія Коваленко вивчає екологію, фізіологію, систематику молочнокислих бактерій. Вона обґрунтувала принципи регулювання їхньої життєдіяльності та екологічні підходи в систематиці. Є авторкою цілого ряду запатентованих штамів.
Серед наукових інтересів також і мікробіологічні аспекти феномену довголіття. Вона запропонувала критерії відбору штамів з високою біологічною активністю, створила серію нових промислових штамів молочнокислих бактерій, на основі яких було розроблено ряд лікувальних препаратів («Лактосан», «Лактин», «Літосил» тощо) і продукти для функціонального харчування («Геролакт», «Лактогеровіт»).

### Наукові праці
- Молочнокислые бактерии в природе и народном хозяйстве // Прикладная биохимия и микробиология. 1982. Т. 18, № 6;
- Использование селекционированных штаммов молочнокислых бактерий для получения лечебно-профилактических продуктов // Труды ВНИИ антибиотиков. Москва, 1990. Вып. 19;
- Консерванти і поживність кормів. К., 1992;
- Мікрофлора: дійовий засіб оздоровлення людини // Природа лікує. 1997. № 2;
- Скрининг штаммов молочнокислых бактерий, обладающих гипохолестеринемической активностью и их пробиотическое использование // МКЖ. 2006. Т. 68, № 2 (співавт.);
- Ідентифікація і таксономія ентерококів // Там само. 2010. Т. 5, № 5 (співавт.).

## Нагороди та відзнаки
- Орден княгині Ольги III ступеня (2003).
- Заслужена діячка науки і техніки України (2008).
- Державна премія України у галузі  науки і техніки (1989).
- Державна премія України у галузі  науки і техніки (1997).
- Премія НАН України імені Іллі Мечникова (2006).